# Titanic (film din 1943)

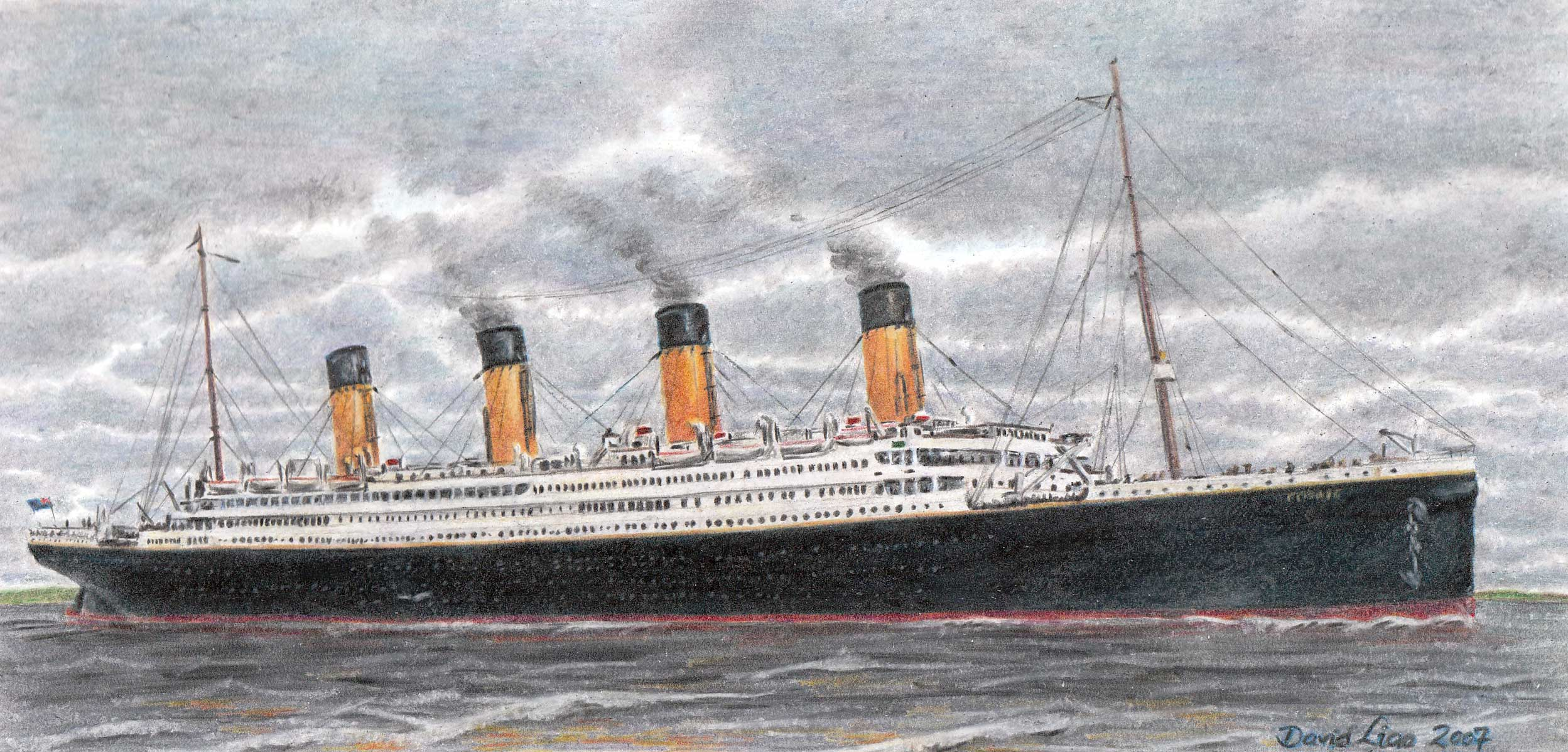
Vaporul RMS Titanic este centrul în jurul căruia se învârte acest film de propagandă.

Titanic este un film de propagandă german turnat în timpul celui de-Al Doilea Război Mondial în Berlin de către Tobis Productions pentru Universum Film AG for UFA, despre scufundarea faimoasei nave RMS Titanic. Filmul cunoscut și ca „Nazi Titanic”, a fost comandat de către Ministerul Propagandei naziste Joseph Goebbels pentru a prezenta superioritatea cinematografiei germane. Acesta dorea să demonstreze că influența capitalismului britanic și american sunt responsabile pentru dezastrul scufundării navei Titanic. Prin introducerea în film a unui marinar german, Geobbels dorea să demonstreze superioritatea, curajul și modestia poporului german în comparație cu cel britanic. 
Filmul Titanic a fost  primul film care a combinat personajele ficționale cu subiectul istoric al scufundării vasului, ambele fiind preluate apoi în varianta britanică. Producția filmului a costat patru milioane de mărci germane, echivalentul a 180 de milioane de dolari din zilele noastre. 
Premiera filmului trebuia să aibă loc în 1943, dar cinematograful a fost bombardat de Royal Air Force cu o noapte înainte. Filmul a avut  premiera la Paris, în noiembrie 1943, unde a fost primit foarte bine de audiență. Deși filmul a avut un scop cinematografic în țările europene ocupate, din 1943 Goebbels a interzis difuzarea peliculei în Germania, deoarece în aceea perioadă Germania se confrunta cu raiduri aeriene inamice masive, care puteau slăbi încrederea morală a cetățenilor germani.

## Prezentare
În primă fază, filmul a fost regizat de Herbert Selpin și terminat de Werner Klingler. O mare parte din peliculă a fost filmată pe Marea Baltică în portul Gdynia, care la acea vreme era ocupat de germani, și la bordul navei de pasageri SS Cap Arcona. 
Scena de început îl prezintă pe președintele White Star Line, J. Bruce Ismay (E.F. Furbringer), care își vinde acțiunile din companie pentru a achiziționa RMS Titanic, crezând că nava este capabilă să întreacă recordul mondial al vitezei și să primească Panglica albastră. Acesta dorea să-și răscumpere acțiunile la un preț mai mic, înainte ca știrea să fie publicată  în presă. 
În primul său voiaj din 1912, eroul filmului, primul ofițer Peterson (Hans Nielsen), care era de origine germană, este prezentat în timp ce îl roagă pe bogatul și snobul căpitan al vasului să reducă viteza, dar el îl refuză și Titanicul se lovește de un iceberg. Pasagerii de la clasa întâi se comportă ca niște fricoși, în timp ce Peterson împreună cu alți camarazi germani își păstrează calmul și încearcă să salveze sute de pasageri, inclusiv o tânără care ar fi fost lăsată în cabina sa să moară de către mama ei britanică. În cadrul unei anchete a dezastrului, Peterson depune mărturie împotriva lui Ismay, condamnându-i acțiunile. Însă Ismay este achitat de acuzații, vina fiind pusă pe seama căpitanului Smith decedat în naufragiu.
Produția filmului Titanic a înfruntat nenumărate dificultăți, cauzate de diferențe de creativitate și frustrările generale din timpul războiului. În timpul filmărilor, cerințele lui Salpin au necesitat multe resurse financiare, pe care Goebbels i le acorda deși acestea distrugeau economia Germaniei din timpul războiului. 
La o săptămână de la începutul filmărilor pe Cap Arcona, Herbert Selpin a convocat o întrunire de criză în cadrul căreia a adus comentarii jignitoare despre ofițerii Kriegsmarine, care ar fi trebuit să fie consultanți pentru film, însă aceștia erau mult mai interesați să se distreze cu actrițele din film. Coregizorul filmului Walter Zerlett-Olfenius l-a denunțat pe Selpin la Gestapo, acesta fiind arestat imediat și interogat de Joseph Goebbels. Selpin nu și-a retras afimațiile, și la mai puțin de 24 de ore de la arestarea sa, a fost găsit spânzurat în celulă. Echipa de actori a știut că totul este o înscenare și dorea să se răzbune pe Zerlett-Olfenius, însă Goebbels i-a obligat prin emiterea unei proclamații să-l lase în pace pe coregizor.
Nava SS Cap Arcona, pe care s-au făcut filmările, a fost scufundată de către Royale Air Force pe 3 mai 1945, în timp ce transporta peste 5.000 de deținuți evrei, majoritatea murind în timpul atacului.  Numărul morților a fost de trei ori mai mare decât cel de pe RMS Titanic.  

## Distribuție
- Sybille Schmitz ca Sigrid Olinsky
- Hans Nielsen ca 1st Officer Petersen
- Kirsten Heiberg ca Gloria
- E.F. Fürbringer ca Sir Bruce Ismay
- Karl Schönböck as John Jacob Astor
- Charlotte Thiele ca Lady Astor
- Otto Wernicke ca Captain Edward J. Smith
- Franz Schafheitlin ca Hunderson
- Sepp Rist ca Jan
- Monika Burg ca Maniküre Heidi
- Jolly Bohnert ca Marcia
- Fritz Böttger ca Lord Douglas
- Hermann Brix ca Head of Orchestra Gruber
- Lieselott Klinger ca Anne
- Theodor Loos ca Privy Councillor Bergmann
- Karl Meixner ca Hopkins

## Vezi și
- Listă de filme produse în Germania nazistă